# Dynastie Wei de l'Ouest
Pour des articles plus généraux, voir Dynasties du Sud et du Nord et Dynastie Zhou du Nord.
Pour les articles homonymes, voir Wei.
534–557
Entités précédentes :
- Dynastie Wei du Nord

Entités suivantes :
- Dynastie Zhou du Nord

La dynastie des Wei occidentaux (Xi Wei 西魏) régna sur le Nord-Ouest de la Chine de 534 à 557 au cours de la période des dynasties du Sud et du Nord. Précédée par la dynastie des Wei septentrionaux (Bei Wei) avant l’éclatement de la Chine du Nord, elle fut suivie par la dynastie des Zhou septentrionaux (Bei Zhou), qui réunifia la Chine du Nord en 577.
Comme les Wei orientaux, les Wei occidentaux appartiennent à l'ethnie des Tabghatch, une peuplade turque sinisée, qui choisirent Chang'an pour capitale. Mêlant les traditions de la steppe aux principes du légisme, leur État réussit à développer une importante puissance militaire. En 553, ils s'emparent du Sichuan actuel. En 557, les Wei occidentaux adoptent le nom de Zhou septentrionaux.

## Liste des empereurs
1. Wendi (en) (Yuan Baoju) (534-551)
2. Yuan Qin (en) (551-554)
3. Gongdi (en) (Yuan Kuo) (554-557)

## Chronologie politique de la période
| « Trois Royaumes » 220-280 : 60 ans                              | « Trois Royaumes » 220-280 : 60 ans                 |
| ---------------------------------------------------------------- | --------------------------------------------------- |
| Chine du Nord : Wei à Luoyang                                    | Chine du Sud-Ouest : Shu, Chine du Sud-Est : Wu     |
| brève réunification : Jin occidentaux à Luoyang 265-316 : 51 ans |                                                     |
| nouvelles fragmentations                                         |                                                     |
| au Nord : « Seize Royaumes » : 304-439 : 135 ans                 | au Sud : Jin orientaux 317-420 : 103 ans            |
| « Dynasties du Nord » et                                         | « Dynasties du Sud »                                |
| Wei du Nord 386-534 : 148 ans                                    | Liu Song 420-479 : 59 ans                           |
| Wei de l'Est 534-550 : 16 ans                                    | Qi ou Qi du Sud 479-502 : 23 ans                    |
| Wei de l'Ouest 535-556 : 21 ans                                  | Liang 502-557 : 55 ans                              |
| Qi du Nord 550-577 : 27 ans                                      | Liang postérieurs, ou Liang du Sud 555-587 : 32 ans |
| Zhou du Nord 557-581 : 24 ans                                    | Chen 557-589 : 32 ans                               |